# Fama (programa de televisión)
Fama fue el octavo programa chileno de reality show producido y emitido íntegramente por Canal 13. Comenzó el 1 de enero de 2007 y la gala final fue transmitida en vivo el 19 de abril. Fue conducido por Cecilia Bolocco y Sergio Lagos, quien ha cumplido este rol en la mayoría de los programas de telerrealidad del canal. Sin embargo, Bolocco se mantuvo más presente en la emisión del programa, debido al compromiso de Sergio Lagos como presentador del Festival de Viña del Mar en febrero de 2007. Los principales programas competidores de Fama, fueron Pelotón, también de formato reality show, y la segunda temporada de El baile en TVN, concurso de baile, ambos emitidos por TVN.
La trama de Fama, sigue la línea de una "academia de baile", donde 20 jóvenes buscan perfeccionar sus dotes en el rigor de la danza, persiguiendo un premio de $ 50.000.000. Sus capítulos principales se emitían a las 22.00 los días lunes y jueves, y a las 23.30 los días martes y miércoles. También los capítulos de la noche anterior eran repetidos al mediodía, y se emitía un resumen de la semana el día sábado. El programa se inspiró principalmente en la versión brasileña del programa del mismo nombre,emitida por la Rede Globo entre 2002 y 2005, con la diferencia de que el FAMA chileno tenía como centro de atención la búsqueda de talentosos bailarines, en vez de cantantes como en la versión brasileña.
El reality show tuvo por localización las antiguas instalaciones de la fábrica textil Machasa (Manufactura Chilena de Algodón S.A.), ubicada en la intersección de Pedro Montt con Club Hípico, en el sector sur de la comuna de Santiago, Chile.

## Reglas
El grupo de participantes está dividido en diez hombres y diez mujeres, que prácticamente al comienzo fueron divididos en parejas. El propósito de esto es que cada pareja se convierte en un equipo particular, que luchará para permanecer al interior del programa. El proceso de eliminación consta de tres fases:
1. Cada semana se les exige un desafío distinto, que consiste básicamente en realizar coreografías de distintos estilos musicales. Luego de realizar el desafío, un grupo de profesores encabezados por Maitén Montenegro elige las dos parejas más fuertes y las dos más débiles. Las parejas más fuertes luchan para obtener la inmunidad en las galas del programa transmitidos en vivo, según la opinión del jurado; en cambio las dos parejas más débiles luchan para seguir permaneciendo en el programa, y son juzgadas por el público que envía SMS para votar por cada uno. De las parejas que están en eliminación, se salva la que tenga el integrante con la mayor votación de los cuatro participantes, salvando también a su pareja. La pareja restante debe batirse a duelo, siendo eliminado el de menor votación popular.
2. Quien queda sin pareja, debe desafiar a un compañero del mismo sexo, en la búsqueda de quedarse con su pareja. El desafiado escoge un ritmo musical de los tres que se dan a elección, y es el jurado quien decide al eliminado. En esta instancia es donde la inmunidad se utiliza, quedando libres de la tensión de ser escogidos para desafío.
3. Hay una tercera forma de eliminación que es de convivencia. Cada semana, los participantes otorgan "un voto positivo" y "un voto negativo" a uno de sus compañeros. Un voto positivo anula a un negativo. Quien resulte con mayor cantidad de votos negativos queda "amonestado". Bastan dos amonestaciones a un concursante para que quede eliminado.

En la Segunda etapa del reality hubo un cambio en las reglas, suprimiéndose la instancia del duelo telefónico como mecanismo de eliminación (1), la que se convirtió en la elección de quien retará al otro concursante (2).

## Etapas

### Primera etapa
Al comienzo del reality, se presentaron ante el jurado un grupo de bailarines profesionales ("técnicos"), otro de bailarines aficionados ("bailadores"), y un último grupo de bailarines callejeros ("hiphoperos"). El jurado escogió a los 20 mejores entre los grupos y así se conformaron 10 parejas que entrarían al reality:
- Benjamín Cuadra - Cristhel Coopman
- Cristhian Cerpa - Eyfat Lindenbaum
- Cristián Prinea - Ana Albornoz
- Enrique Faúndez - Erna Gutiérrez
- Gabriel Martina - Paula Muñoz
- Jonathan Barros - Casandra Moreno
- Juan Cerda - Catalina Guzmán
- Marcos Da Silva - Nicole Arpoulet
- Ronal Duhart - Carla Rodríguez
- Yerall Vidal - Alison Hickey

La primera etapa del concurso trascurrió durante las primeras doce semanas, donde los concursantes son eliminados como se explica en la sección Reglas.

### Repechaje
Para la última etapa del reality, se realizó un repechaje posibilitando el reingreso de un participante (excepto Eyfat, quien fue reemplazada por Yamila). En una primera instancia el público a través de llamados telefónicos o mensajes de texto pudo elegir al participante que quería que reingresara. Con un 46.35% el participante que reingresó fue Alison. Luego en una segunda parte de este reingreso los participantes que todavía se encontraban en competencia elegirían a otro concursante para que reingrese y con 3 votos a favor la que reingresó fue Paula. Cada una de estas participantes pudo elegir a su pareja dentro de los demás participantes del repechaje. De esta forma, Alison eligió a Ronal, rompiendo un trato que tenía con Benjamín, y Paula eligió a Juan. En la última etapa del reingreso la decisión estaba en manos del jurado, y éste eligió a Cristián Prinea. Luego Cristián sorprendentemente escogió a Yamila, por sobre Ana, con la que había hecho dueto al comenzar su participación en el programa.
Después del reingreso las parejas quedaron conformadas de este modo:
- Cristhian Cerpa - Catalina Guzmán
- Cristián Prinea - Yamila Reyna
- Enrique Faúndez - Erna Gutiérrez
- Jonathan Barros - Casandra Moreno
- Juan Cerda - Paula Muñoz
- Ronal Duhart - Alison Hickey
- Yerall Vidal - Cristhel Coopman

### Segunda etapa
Luego del repechaje hubo dos semanas de "tregua" debido a que se estaba desarrollando el XLVIII Festival Internacional de la Canción de Viña del Mar, y el programa no podría ser emitido en prime time. Luego de este período de descanso en la competencia hubo un pequeño cambio en las reglas, ya que en el tribunal de convivencia se impondría un nuevo premio para el concursante con mayor cantidad de votos positivos, que consiste en ir a almorzar con su familia, y un nuevo castigo al amonestado, que es aislarse en una casa rodante durante la semana, sin participar en las actividades de sus compañeros. Las amonestaciones realizadas con anterioridad quedaron nulas. En cuanto a la competencia del baile quedó todo exactamente igual que en la primera etapa.

### Recta final
Luego de la segunda eliminación de Juan Cerda, se entró a la denominada "recta final", donde la competencia ya no era en parejas, sino individual. Desde ese momento los profesores nominaron a los cinco concursantes más débiles, de los cuales tres se salvaban por votación popular y los dos con el menor apoyo del público se baten a "duelo". Quien tenía el menor apoyo popular tenía que desafiar a otro concursante, (que no pueden ser ni el inmune, ni el ganador del duelo) y uno de esos dos era el eliminado de la semana.
El reality finalizó con la gala final el 19 de abril de 2007, en donde se realizó una competencia paralela en parejas conformadas por un finalista y otro concursante. Los ganadores fueron Cristhian Cerpa, quien ganó un automóvil, y su acompañante Casandra Moreno, quien se adjudicó $ 1.000.000.
A lo largo del programa, fueron eliminados los dos concursantes con menor porcentaje de votos. El primero fue Jonathan Barros, quien obtuvo el 6,96% de los votos. Posteriormente, Yerall Vidal obtuvo el cuarto lugar con un 19,96%. Los tres finalistas restantes, Cristhian Cerpa, Christel Coopman y Enrique Faúndez realizaron una presentación individual antes de dar los resultados finales, sobre la base de más de 200.000 llamados telefónicos y mensajes de texto:
1. Enrique Faúndez: 42,58%
2. Christel Coopman: 32,88%
3. Cristhian Cerpa: 24,55%

Enrique Faúndez ganó finalmente la competencia y obtuvo un premio de $ 50.000.000.

## Reparto

### Competidores
| Concursante      | 1ª etapa                  | Reingreso                                        | 2ª etapa       | Situación final |
| Alison Hickey    | 12.º eliminada            | Reingresa por votación del público               | 18.º eliminada | Eliminada       |
| Ana Albornoz     | 2.º eliminada             | -                                                | -              | Eliminada       |
| Benjamín Cuadra  | 5.º eliminado             | -                                                | -              | Eliminado       |
| Carla Rodríguez  | 9° eliminada              | -                                                | -              | Eliminada       |
| Casandra Moreno  | -                         | -                                                | 20.ª eliminada | Eliminada       |
| Catalina Guzmán  | -                         | -                                                | 21.ª eliminada | Eliminada       |
| Cristhel Coopman | -                         | -                                                | 3º finalista   | 2º lugar        |
| Cristhian Cerpa  | 4.º eliminado             | Reingresa por votación de compañeros en tribunal | 1º finalista   | 3º lugar        |
| Cristián Prinea  | 1.º eliminado             | Reingreso por decisión del jurado                | 13.º eliminado | Eliminado       |
| Enrique Faúndez  | -                         | -                                                | 2º finalista   | GANADOR         |
| Erna Gutiérrez   | -                         | -                                                | 15.º eliminada | Eliminada       |
| Eyfat Lindenbaum | 3.º eliminada             | -                                                | -              | Eliminada       |
| Gabriel Martina  | 7.º eliminado             | -                                                | -              | Eliminado       |
| Jonathan Barros  | -                         | -                                                | 4º finalista   | 5º lugar        |
| Juan Cerda       | Expulsado por convivencia | Reingresa por arrastre de Paula                  | 16.º eliminado | Eliminado       |
| Marcos Da Silva  | 11.º eliminado            | -                                                | -              | Eliminado       |
| Nicole Arpoulet  | 6.º eliminada             | -                                                | -              | Eliminada       |
| Paula Muñoz      | 8.º eliminada             | Reingresa por votación de compañeros             | 17.º eliminada | Eliminada       |
| Ronal Duhart     | 10.º eliminado            | Reingresa por arrastre de Alison                 | 19.º eliminado | Eliminado       |
| Yamila Reyna     | No participó en 1.ª etapa | Ingresó por arrastre de Cristián Prinea          | 14.ª eliminada | Eliminada       |
| Yerall Vidal     | -                         | -                                                | 5.º finalista  | 4.º lugar       |

1. 1 2 3 4  Reingresa en repechaje.
2. 1 2 3 4 5  Ordenados según fueron nombrados finalistas.

|  |

### Jurado
El jurado es quien decide quien es la pareja inmune en la Gala, como al ganador del Duelo. está compuesto por:
- Pedro Gajardo, coreógrafo del Bafochi.
- Mariela Román, bailarina.
- René Naranjo, periodista.

### Profesores
Tres de los profesores son quienes deciden a las parejas más fuertes y más débiles luego del desafío semanal (según el ritmo que se les proponga). Algunos de los profesores son:
- Maitén Montenegro
- Catalina Rendic
- Raúl Martínez

### Otros
- Katty Kowaleczko, actriz, realiza sesiones de expresión corporal y actuación.
- Gonzalo Egas, instructor de artes marciales, realiza actividades de concurso entre los participantes.

## Artistas invitados
Diversos artistas han sido invitados a este reality show como una forma de incrementar el rating, y promocionar los programas de Canal 13. Algunos de ellos son:
- Rocío Marengo
- Kenita Larraín
- Luis Jara
- Diana Bolocco
- Álvaro Ballero
- Cristian Sánchez
- Janis Pope

## Audiencia
| Horário              | # Eps. | Estreno            | Estreno         | Final               | Final           | Posición | Temporada | Medio Bajo |
| Horário              | # Eps. | Data               | Primer capítulo | Data                | Último capítulo | Posición | Temporada | Medio Bajo |
| -------------------- | ------ | ------------------ | --------------- | ------------------- | --------------- | -------- | --------- | ---------- |
| Lunes - jueves 22:00 | 59     | 1 de enero de 2007 | 17,3            | 19 de abril de 2007 | 19,1            | 2        | 2007      | 13,6       |

## Trivia
- Luego de la transmisión de la final del reality show y de haber participado en la celebración privada para el equipo y los concursantes, Aldo Romero Jofré (novio de Erna Gutiérrez, una de las concursantes), falleció en la Autopista del Sol tras impactar su vehículo con un muro de contención .